# Табівере
Та́бівере (ест. Tabivere alevik) — селище в Естонії, у волості Тарту повіту Тартумаа.

## Населення
Чисельність населення на 31 грудня 2011 року становила 971 особу.

## Історія
До 25 жовтня 2017 року селище було адміністративним центром волості Табівере повіту Йиґевамаа.